# Takahasi Tojodzsi
Takahasi Tojodzsi (Tokió, 1913. – Csiba, 1940. március 5.) japán válogatott labdarúgó.

## Nemzeti válogatott
A japán válogatott tagjaként részt vett az 1936. évi nyári olimpiai játékokon.